# Guwenhua Jie

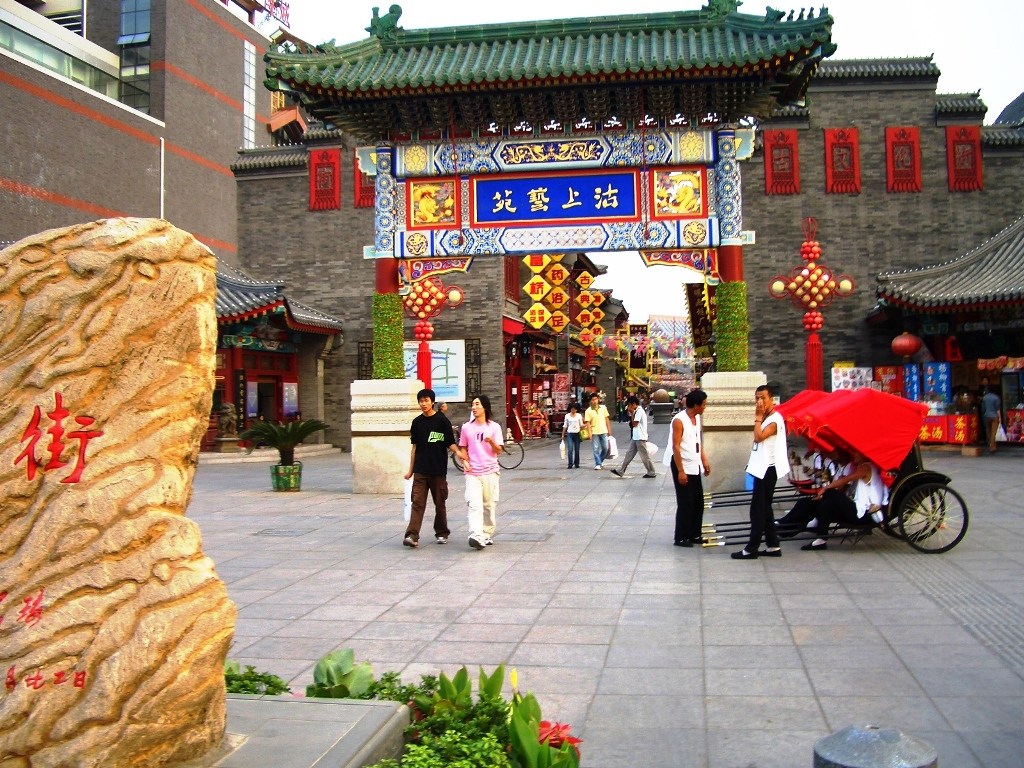
Entrata della Strada dell'antica cultura

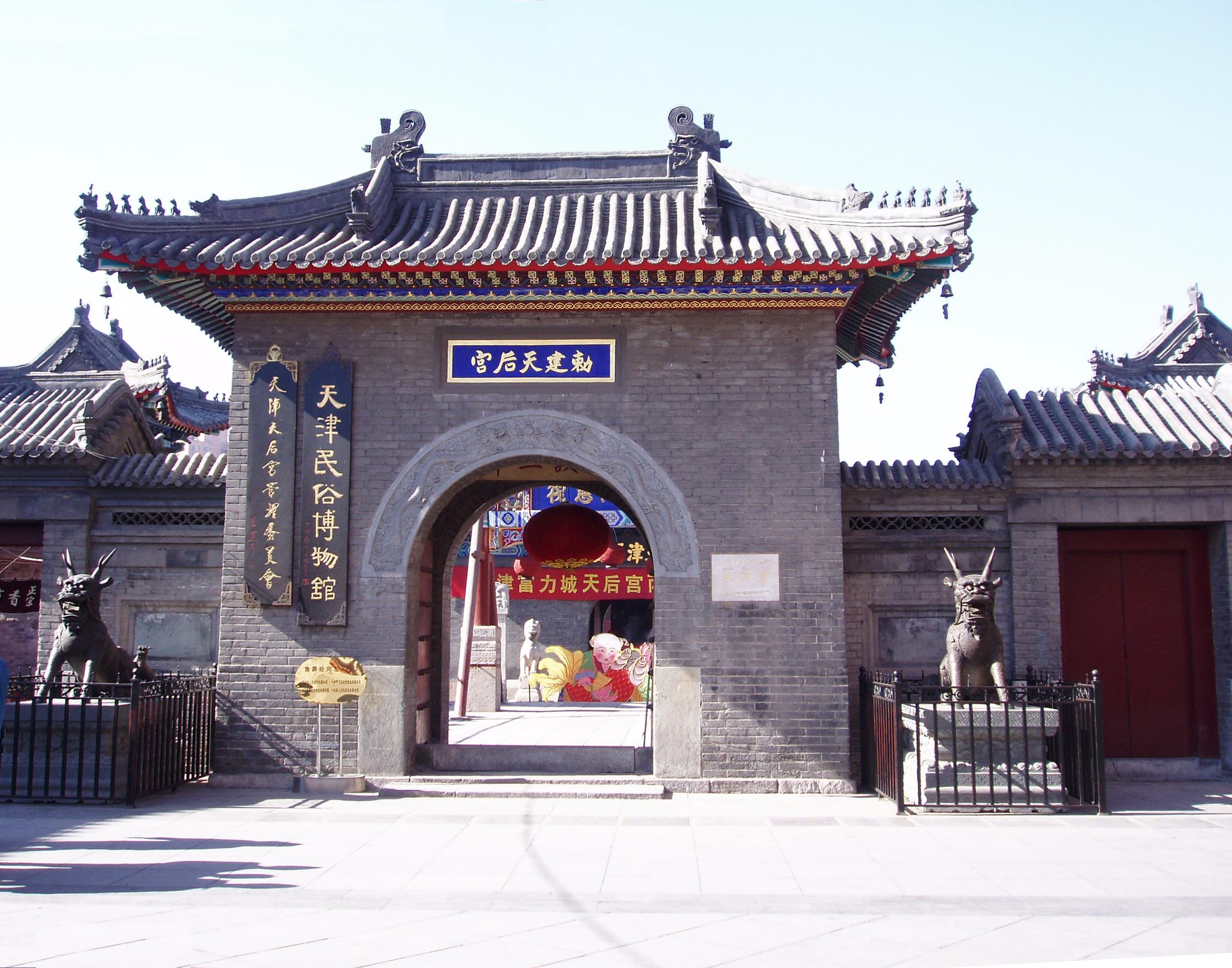
Tempio della dea Mazu

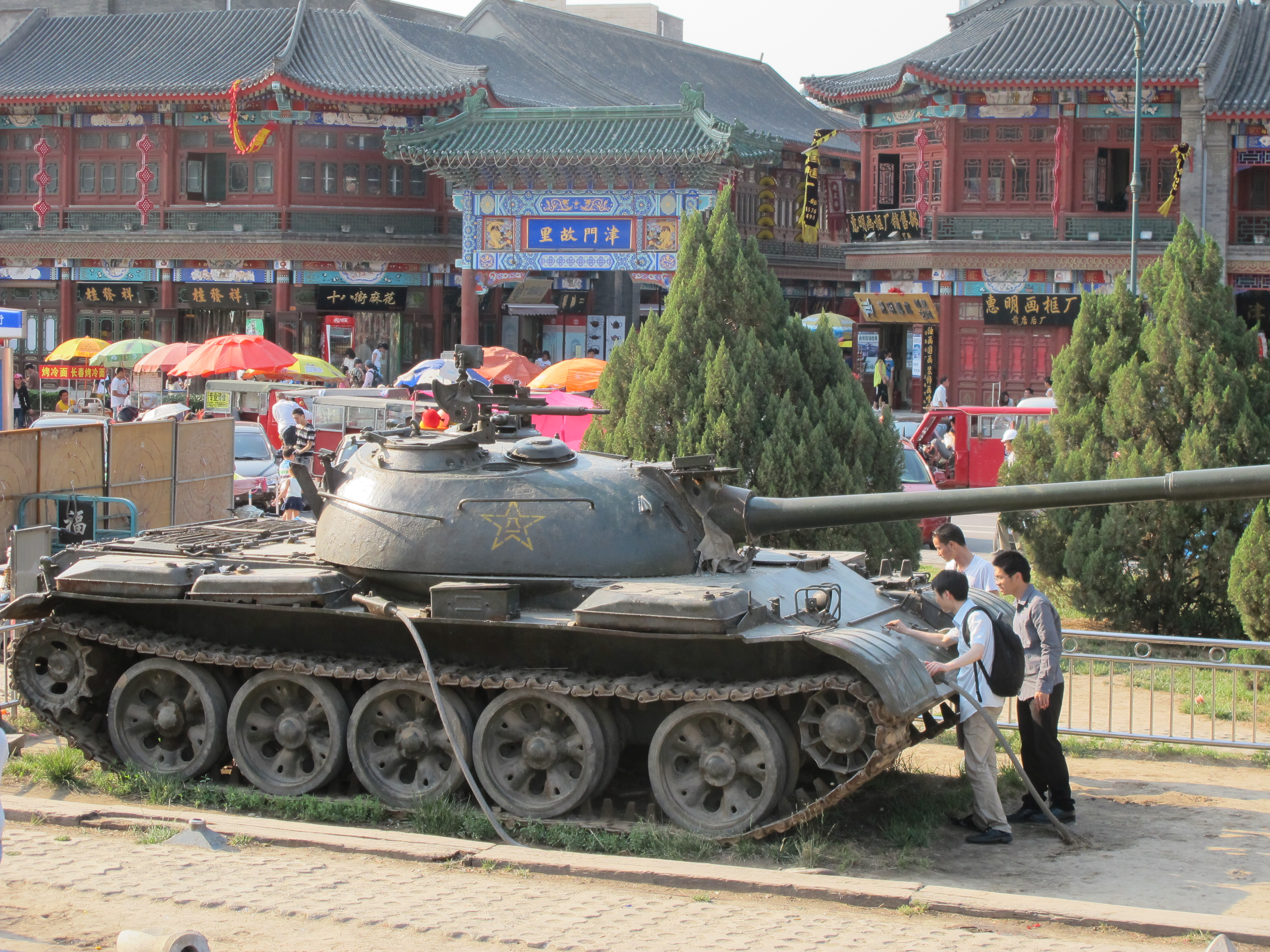
Carro armato utilizzato come monumento, posto all'entrata della zona di Guwenhua Jie

La Strada dell'antica cultura di Tientsin (古文化街S, Gǔwénhuà JiēP) è un'attrazione turistico-culturale sulla riva ovest del fiume Hai He nel Distretto di Nankai, a Tientsin, in Cina. È classificata come "area panoramica AAAAA" dall'Ente nazionale per il turismo della Cina, il più alto punteggio previsto per le attrazioni turistiche cinesi.
La Strada dell'antica cultura fu aperta nel Capodanno del 1986; il complesso della costruzione ha lo stile architettonico popolare della dinastia Qing, con il Palazzo di Tianhou o Tin Hau (Tempio di Matsu) collocato al centro della strada. Ci sono centinaia di negozi lungo la via, tra i quali particolarmente famosi sono la galleria di quadri di Yangliuqing e le sculture di argilla dipinta di Clay Figure Zhang, come pure i pennelli da calligrafia e da pittura (文房四宝) di Four Treasures e Spring Church, gli antiquari culturali di Sui Man Chai e negozi dove è possibile trovare cloisonné (景泰蓝), ricami a due facce (双面绣), intagli di giada (牙玉雕), ceramiche artistiche (艺术陶瓷), strumenti musicali cinesi e occidentali e gioielli d'oro e d'argento di famosi artisti e artigiani. In genere, gli articoli sono autentici, a prezzi accessibili e di buona qualità.

## Palazzo di Tianhou
Il Palazzo di Tianhou a Tientsin è uno dei molti edifici con questo nome esistenti in Cina. Si tratta infatti di templi dedicati a Mazu (o Matsu), la dea dei mari, che gode di un vasto culto in tutta la Cina ed è nota, tra gli altri, anche con l'appellativo di Tianhou (letteralmente: "Imperatrice del Cielo"). Il palazzo è situato nella sezione centrale della Strada dell'antica cultura. Nel corso della sua storia esso ha avuto molti nomi, tra i quali Palazzo di Tianfei, Palazzo di Xiaozhigu Tianfei, Tempio Occidentale e Palazzo di Niangniang.
L'edificio fu costruito per la prima volta nel 1326 durante la dinastia Yuan (1271-1368). Successivamente, fu riparato molte volte. Il palazzo guarda a est con il fiume Haihe che scorre davanti ad esso. Da est a ovest, gli edifici principali includono la Torre dell'Opera, l'Asta della bandiera, la Porta del Tempio, l'Arco Commemorativo, la Sala Anteriore, la Sala Principale, il Padiglione che custodisce il Canone, il Tempio di Qisheng, la Torre del Tamburo con la campana, la Sala Laterale e il Padiglione di Zhangxian, ecc. L'edificio principale del palazzo è la Sala Principale costruita su un piedistallo alto e largo, che è nel tipico stile delle strutture in legno della media e tarda dinastia Ming (1368-1644). Il complesso architettonico è uno dei tre più importanti palazzi di Tianhou in Cina, e uno dei più antichi esistenti.
La funzione principale del Palazzo di Tianhou è di pregare per la sicurezza dei naviganti. Nelle passate dinastie, il palazzo era un centro dei sacrifici dedicati al mare e anche un luogo di allegro ritrovo per i marinai. Oltre alle cerimonie rituali per il culto della Dea dei Mari, qui si svolgono spesso vari eventi in stile cinese per ringraziare la dea. Secondo la tradizione, il 23 marzo sarebbe il compleanno di Matsu, e in quel giorno ogni anno si tiene qui una fiera dei fiori in onore della dea.

## Tempio taoista di Yuhuangge
Il tempio taoista di Yuhuangge era un tempo il più celebre complesso di edifici alla triplice confluenza del fiume Hai. La zona è ricca di reperti storici e di siti archeologici. Ad esempio, nel 2007, fu scoperta qui un'antica strada governativa della dinastia Ming, sebbene non siano ancora stati avviati progetti di scavo su larga scala.
Vi sono testimonianze che il Tempio di Yuhuangge fu costruito negli anni della dinastia Ming sotto il regno dell'imperatore Hongwu (iniziato nel 1368), ed è pertanto uno dei più antichi edifici rimasti a Tientsin.